# Weiss Sándor
Weiss Sándor (Munkács, 1888 – Bergen-belseni koncentrációs tábor, 1944.) magyar újságíró, szerkesztő, a holokauszt áldozata.

## Életútja, munkássága
Jogot végzett a kolozsvári és a budapesti egyetemen (1913). Az első világháború alatt mint tartalékos tiszt szolgált. Megalapításától, 1919-től a Keleti Újság igazgatótanácsának tagja, majd elnöke 1924-ig, amikor a lapot megvásárolta, majd hivatalosává tette az OMP. Az 1924-es választáskor, mint az OMP képviselője, a román parlament tagja lett. 1934–1936 között a kolozsvári zsidó B'nai Brith páholy, a Salom elnöke. 1919-től rendszeresen írt az erdélyi lapokba (Keleti Újság, Napkelet, Független Újság), főképp a magyar–zsidó viszonyról, az antiszemitizmusról.
Vallotta faji közössége határoktól függetlenül érvényes lelki összetartozását, Palesztinát az „összetartozás, a lét szimbólumának” érezte (Miért adakozom Palesztinára. Új Kelet, 1928. október 10.), ugyanakkor a cionisták „fanatikus tradícióimádata” helyett „az egyéni kultúrára való törekvést”, a „kritikus tradíciótiszteletet” vallotta járható útnak (Kétféle tradicionalizmus. B’nai B’rith Szemle, 1935. január–február 3–5). Krenner Miklóssal folytatott vitájában pedig megvallotta: azok közé tartozik, akik „lelkükben elevenen érzik kétlelkűségük fatális diszharmóniáját”, ám „magyarsága feladására nem képes” (Magyar-zsidók a vádlottak padján. Új Kelet, 1931. máj. 15.).
Amikor 1944-ben a magyarországi zsidókat deportálták, a kolozsvári gettóban működő Zsidó Tanács tagja volt. Őt is elhurcolták és Bergen-Belsenben ölték meg.